# Sventes pagasts
Sventes pagasts er en territorial enhed i Daugavpils novads i Letland. Pagasten etableredes i 1864, havde 1.289 indbyggere i 2010 og omfatter et areal på 127,13 kvadratkilometer. Hovedbyen i pagasten er Svente.